# Tratado Fierro-Sarratea
El Tratado Fierro-Sarratea fue un acuerdo entre los gobiernos de Chile y Argentina que estableció un método para la resolución de sus problemas limítrofes, firmado el 6 de diciembre de 1878 en Santiago por el ministro de Relaciones exteriores de Chile Alejandro Fierro y el cónsul argentino en Santiago Mariano Sarratea. El acuerdo fue aprobado por ambas cámaras del Congreso de Chile y el 14 de enero de 1879 el gobierno de Chile informó al gobierno argentino que lo aprobó. Sin embargo, el Congreso de Argentina nunca aprobó el acuerdo.

## Antecedentes
En 1873 y en los momentos de tensión con Chile, Argentina había buscado la adhesión al Tratado de Alianza Defensiva (Perú-Bolivia), un pacto secreto que buscaba obligar a Chile a aceptar las fronteras convenientes a los tres estados limítrofes. La Cámara de Diputados de Argentina en sesión secreta aprobó la adhesión en 1873, pero el gobierno de Buenos Aires no logró un acuerdo con el de Bolivia por el asunto de Tarija. Cuando Argentina ofreció a Perú un tratado bipartito, Perú rechazó la oferta.
Las relaciones entre Argentina y Chile eran tensas debido a la disputa por la Patagonia, el Estrecho de Magallanes y las islas al sur de este, territorios que eran disputados por ambos. Tras la captura en las costas de la Patagonia del Jeanne Amélie el 27 de abril de 1876 y del Devonshire por la cañonera Magallanes el 15 de octubre de 1878 las protestas en Buenos Aires subieron a tal grado que el gobierno decidió enviar a su flota de mar al sur para fortalecer su reclamo en la zona.: 350 

## Búsqueda de un acuerdo
Fue en esas circunstancias que los gobiernos buscaron un acuerdo para calmar los ánimos. Tras pocos días, los representantes de ambos países redactaron y firmaron el acuerdo que principalmente postergaba la solución de los problemas mediante un tribunal arbitral compuesto de dos chilenos y dos argentinos que debían enumerar los temas y territorios para luego proceder a dictar sentencia.
Se acordó dejar la costa atlántica bajo la jurisdicción de Argentina y el Estrecho de Magallanes en la de Chile sin que esta solución transitoria diese derechos durante la posterior disputa en el tribunal. Asimismo se acordó declarar definitivamente el Estrecho libre para el tránsito de todas las banderas.

## Consecuencias
Para Chile el pacto, tuvo un efecto importantísimo porque permitió, por lo menos, postergar los problemas limítrofes con Argentina y enfocarse a la solución de sus problemas con Bolivia: el 17 de diciembre de 1878 Hilarión Daza había ordenado el cobro del impuesto de los 10 centavos y pocos meses más tarde comenzaría la Guerra del Pacífico tras la negativa de Bolivia de revertir la medida que violaba tratados previos con Chile.